# Hearts of Iron IV
Hearts of Iron IV is een strategiespel ontwikkeld door Paradox Development Studio. Het spel wordt uitgegeven door Paradox Interactive en kwam op 6 juni 2016 uit. Het is het vervolg op Hearts of Iron III en is het vierde spel in de Hearts of Iron-serie.

## Gameplay
In Hearts of Iron IV beheerst de speler alle politieke, industriële en militaire middelen van een zelf te kiezen land in de periode voor en tijdens de Tweede Wereldoorlog. Het spel kan worden begonnen op twee startmomenten. De vroegst mogelijke startdatum is 1 januari 1936. Deze datum maakt het mogelijk om industriële en militaire macht op te bouwen voor de oorlog en om in gebeurtenissen zoals de Spaanse Burgeroorlog of de Tweede Chinees-Japanse Oorlog te spelen. De latere startdatum is 14 augustus 1939. Hiermee kan de speler meteen beginnen aan de wereldoorlog. Hoewel er geen officiële einddatum is, is het spel niet ontworpen om na 1948 nog nieuwe ontwikkelingen te simuleren. Het spel focust zich in de eerste plaats op militaire ontwikkelingen, maar politieke veranderingen spelen ook een belangrijke rol. Via zogenaamde "nationale focussen" kan de speler de politiek in zijn land veranderen. Dit maakt het mogelijk om zowel historische als alternatieve paden te volgen. Zo kan het nationaalsocialistische Duitsland omgevormd worden tot een democratie, maar is het ook mogelijk om het Duitse Keizerrijk te herstellen of om het communisme te brengen. Bij grote en machtige landen is meer aandacht aan deze 'focusbomen' besteed dan bij kleine staten. Deze moeten het vaak met één standaardboom doen, hoewel enkele kleine staten zijn uitgewerkt in de DLC.

## DLC
| Name                    | Update                | Publicatiedatum   | Categorie    | Omschrijving |
| ----------------------- | --------------------- | ----------------- | ------------ | --- |
| Together for Victory    | 1.3 "Torch"           | 15 december 2016  | Country Pack | "Together for Victory" is een uitbreiding die content aan verschillende naties in het Britse Rijk toevoegt: Canada, Australië, Nieuw-Zeeland, Zuid-Afrika, en Brits-Indië. Ook breidt het bestaande onderdelen binnen het spel uit tussen puppet states en hun meesters door middel van een autonomiesysteem dat het niveau van soevereiniteit van een land weergeeft. Functies zoals een uitgebreid Lend-Lease-systeem en het delen van onderzochte technologieën zijn ook toegevoegd. |
| Death or Dishonor       | 1.4 "Oak"             | 14 juni 2017      | Country Pack | "Death or Dishonor" is een landenpakket dat inhoud toevoegt aan verschillende kleine mogendheden in Centraal-Europa en de Balkan, waaronder Joegoslavië, Roemenië, Tsjechoslowakije en Hongarije, terwijl het ook de mogelijkheid biedt om militaire uitrusting in licentie te geven aan andere landen. Als Together for Victory geen eigendom is, voegt de uitbreiding ook beperkte puppet-niveaus toe aan het spel. Na de release van de 1.10 "Collie" -patch werd de inhoud voor Joegoslavië en Roemenië herwerkt. |
| Waking the Tiger        | 1.5 "Cornflakes"      | 8 maart 2018      | Expansion    | "Waking the Tiger" is een uitbreiding die invulling geeft aan de Tweede Chinees-Japanse Oorlog met nieuwe inhoud voor het door Japan gecontroleerde Manchukuo, evenals voor Nationalistisch en Communistisch China, en een gedeelde focusboom voor de Chinese krijgsheren van Guangxi, Yunnan, Xibei San Ma, Shanxi, en Sinkiang. De uitbreiding voegt ook nieuwe kansen toe voor alternatieve geschiedenis binnen de focusbomen van Duitsland en Japan, die werden uitgebreid, en er werden verschillende nieuwe vormbare naties toegevoegd. Bovendien kunnen speciale projecten en beleidsmaatregelen worden uitgevoerd met unieke beslissingen, en zijn er verschillende wijzigingen in het management van generaals aanwezig in de uitbreiding. |
| Man the Guns            | 1.6 "Ironclad"        | 28 februari 2019  | Expansion    | "Man the Guns" is een uitbreiding die het maritieme gevechtsaspect van het spel verbetert met de toevoeging van een scheepsontwerper, hoewel de uitbreiding ook tal van andere veranderingen en nieuwe functies bevat, zoals het toevoegen van inhoud voor Nederland en Mexico en ook nieuwe alternatieve geschiedenispaden voor de Verenigde Staten en het Verenigd Koninkrijk. De uitbreiding voegt ook brandstof toe als grondstof, los van olie, en mechanismen voor regering in ballingschap. (Een regering van een gecapituleerde natie.) |
| La Résistance           | 1.9 "Husky"           | 25 februari 2020  | Expansion    | "La Résistance" is een uitbreiding met spionage- en bezettingsmechanismen. Inlichtingen zijn sterk uitgebreid, terwijl bezetting en verzet volledig zijn herwerkt. De uitbreiding bevat ook een vernieuwde focusboom voor Frankrijk (zowel Vrij als Vichy), een nieuwe focusboom voor Portugal, en twee focusbomen voor de verschillende kanten van de Spaanse Burgeroorlog, één voor de Nationalisten en één voor de Republikeinen. Ook kan de burgeroorlog uitgroeien tot een veel groter conflict. |
| Battle for the Bosporus | 1.10 "Collie"         | 15 oktober 2020   | Country Pack | "Battle for the Bosporus" is een landenpakket dat nieuwe unieke focusbomen toevoegt voor de Balkanlanden zoals Griekenland, Bulgarije en Turkije. |
| No Step Back            | 1.11 "Barbarossa"     | 23 november 2021  | Expansion    | "No Step Back" is een uitbreiding die spoorwegen, bepanserde treinen, spoorweggeschut en een tankontwerper toevoegt, met de mogelijkheid om chassis, wapens en motoren aan te passen. Het herwerkt de doctrines en introduceert de een militaire generale staf. Het voegt ook een unieke focus boom voor elk van de Baltische landen, en een herwerkte een voor de Sovjet-Unie. Een extra gratis update herwerkt de Poolse focusboom. |
| By Blood Alone          | 1.12 "Avalanche"      | 27 september 2022 | Expansion    | "By Blood Alone" is een uitbreiding die nieuwe vredesconferentie mogelijkheden, een ontwerper voor vliegtuigen, medailles voor legereenheden een embargo functies toevoegt. Ook voegt het een nieuwe herbewerkte focusboom voor Italië toe en nieuwe nationale focusbomen voor zowel Zwitserland als Ethiopië. |
| Arms Against Tyranny    | 1.13 "Stella Polaris" | 10 oktober 2023   | Expansion    | "Arms against Tyranny" is een uitbreiding die Militaire Industriële Organisaties (MIO's) heeft toegevoegd waarmee de technologie en productie van de uitrusting van het leger kan verbeterd worden. Een internationale markt voor de verkoop en inkopen van wapens. Een nieuwe doctrinepagina voor de speciale eenheden zoals mariniers. Nieuwe uitgebreide focusboom voor de Scandinavische landen Zweden, Denemarken, Finland, Noorwegen en IJsland. |
| Trial of Allegiance     | 1.14 "Bolivar"        | 7 maart 2024      | Country Pack | "Trial of Allegiance" is een landenpakket dat nieuwe unieke focusbomen toevoegt voor de Zuid-Amerikaanse landen Brazilië, Argentinië en Chili. |